# 3466 Ritina
3466 Ritina este un asteroid din centura principală, descoperit pe 6 martie 1975 de Nikolai Cernîh.